# Kruishoutem
Kruishoutem és un antic municipi belga de la província de Flandes Oriental a la regió de Flandes. Era el resultat de la fusió de Kruishoutem, Lozer, Nokere i Wannegem-Lede. Al seu torn, l'1 de gener de 2019 va fusionar amb Zingem per formar un municipi nou anomenat Kruisem.

## Nuclis
| #   | Nom           | Extensió (km²) | Població (2006) |
| --- | ------------- | -------------- | --------------- |
| I   | Kruishoutem   | 23,47          | 5.255           |
| II  | Lozer         | 10,76          | 1.395           |
| III | Nokere        | 6,73           | 795             |
| IV  | Wannegem-Lede | 5,79           | 685             |